# Grindilow

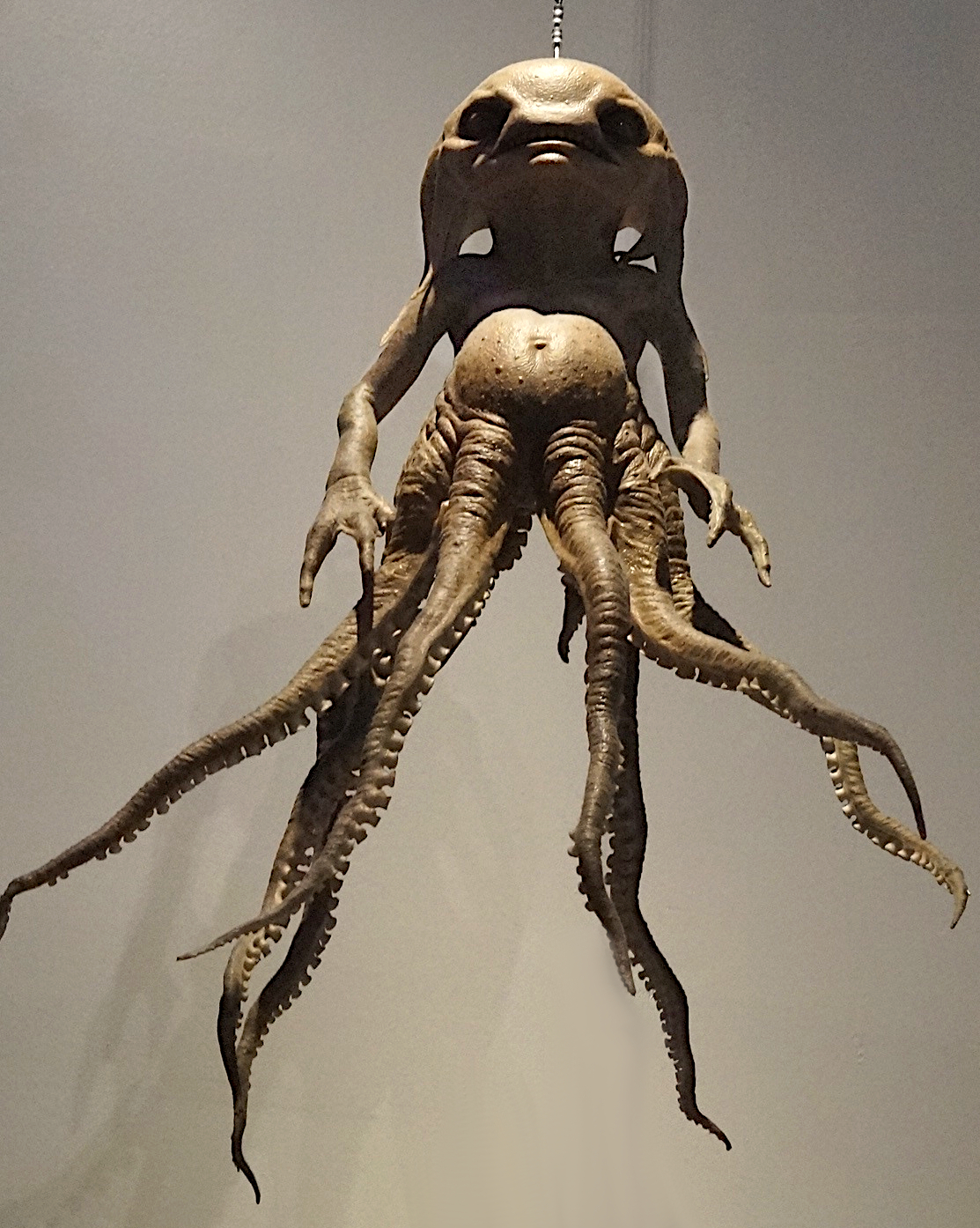
Grindylow, criatura agressiva e assustadora da série Harry Potter

Grindylow, um personagem da série Harry Potter criado pela escritora britânica J. K. Rowling, é um demônio habitante de lagos e rios. São criaturas agressivas e assustadoras—sua aparência lembra a mistura de uma criança raquítica com um anfíbio. Os Grindylows são representados com olhos enormes, pele verde e lisa, dentes afiados, vários chifres curtos, e caninos esverdeados bem pontiagudos, os quais ele usa para destroçar qualquer ser humano (principalmente crianças) que seja tolo de perambular sozinho nas margens de sua morada. Além disso, o restante do corpo do Grindylow possui braços e tentáculos de polvo. 
A primeira vez que um Grindylow aparece na série Harry Potter é no livro O Prisioneiro de Azkaban, quando o Professor Lupin apresenta uma dessas criaturas na aula de Defesa contra as Artes das Trevas. A criatura reaparece no livro Harry Potter e o Cálice de Fogo, onde Harry luta contra eles na sua 2ª tarefa do Torneio Tribruxo.
No folclore inglês Grindylow (ou Grundylow) é uma criatura nos condados de Yorkshire e Lancashire. Acredita-se que o nome esteja ligado a Grendel, um nome ou termo usado em Beowulf e em muitas cartas inglesas antigas, onde é visto em conexão com meros, pântanos e lagos. 
1. ↑  «Grindylow | Wiki | ⚡.HARRY POTTER.⚡ Amino». ⚡.HARRY POTTER.⚡ | aminoapps.com. Consultado em 14 de fevereiro de 2025
2. ↑  «Grindylow». Harry Potter Lexicon (em inglês). 31 de julho de 2015. Consultado em 14 de fevereiro de 2025
3. ↑  «Thesa - Tesauro Semântico Criaturas de Harry Potter - #Grindylow». www.ufrgs.br. Consultado em 14 de fevereiro de 2025